# منال سليمان
منال سليمان، ممثلة سورية تعيش في الكويت، عملت كممثله دعاية واعلان، ثم اتجهت إلى التمثيل بالدراما في فتره من الفترات وتركت بصمتها من خلال دور «منال بنت البولندية» ثم اختفت عن الساحة الفنيه فجاة بعام 2003.

## المسلسلات
- 2000: سوق المقاصيص
- 2001: صالح وطالح
- 2002: كشف حساب
- 2002: وتبقى الجذور
- 2003: لا للجروح

## روابط خارجية
- منال سليمان على موقع قاعدة بيانات الأفلام العربية